# 34302 Riagalanos
34302 Riagalanos este o planetă minoră (asteroid) din centura de asteroizi. A fost descoperită pe 31 august 2000 la Experimental Test Site⁠(d) de Lincoln Near-Earth Asteroid Research. 
Obiectul prezintă o orbită caracterizată de o semiaxă mare de 2,3163923 UAi, o excentricitate de 0,09, o înclinație de 4,9061 ° în raport cu ecliptica.